# James Bjorken

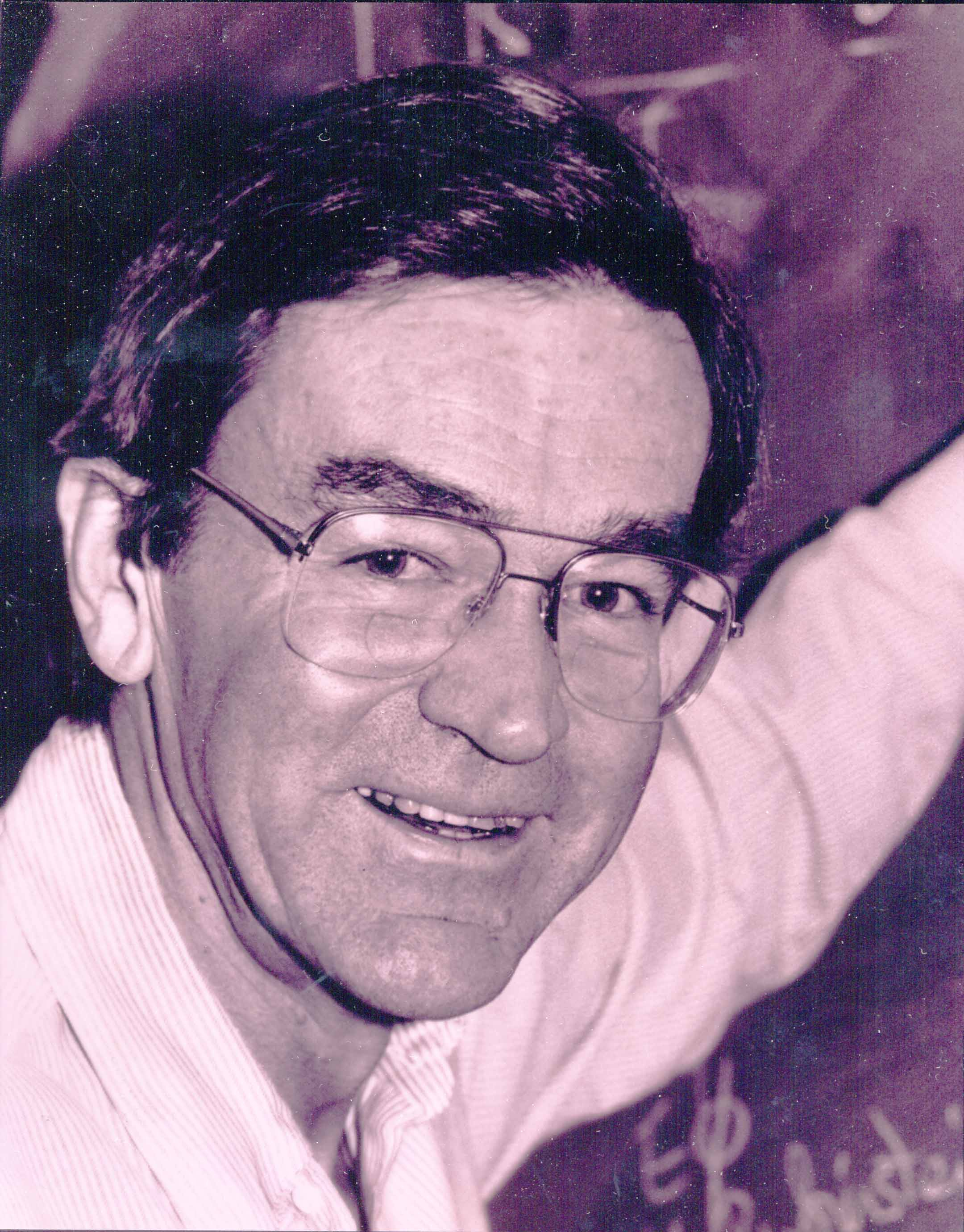
James Bjorken

James Daniel „BJ“ Bjorken (* 22. Juni 1934 in Chicago; † 6. August 2024 in Redwood City, Kalifornien) war ein US-amerikanischer theoretischer Physiker und Hochschullehrer.

## Leben
Bis 1952 besuchte er die Maine Township High School in Park Ridge. Anschließend studierte er bis 1956 am Massachusetts Institute of Technology Physik und wurde 1959 an der Stanford University promoviert. Dann lehrte und forschte er an dieser Universität und ab 1962 am Stanford Linear Accelerator Center, außer zwischen 1979 und 1989, als er Direktor des Fermi National Accelerator Laboratory war. Ab 1998 war er emeritiert. 1995/96 war er Gastprofessor in Oxford.
Er beschrieb als Erster die heute nach ihm benannte Bjorken-Skalierung bei der tief inelastischen Elektron-Proton-Streuung, welche entscheidend dazu beitrug, die Existenz von Quarks nachzuweisen. Er sagte 1964 mit Sheldon Glashow die Existenz eines vierten Quarks voraus, welches er „charmed particle“ nannte und welches 1974 experimentell bestätigt werden konnte. Später entwickelte er ein hydrodynamisches Modell für Kern-Kern-Kollisionen und beschäftigte sich mit den Eigenschaften von Hadronen, die Bottom-Quarks enthalten.
Zu seinen Studenten zählen Helen Quinn (* 1943), die 2000 auch mit der Dirac-Medaille geehrt wurde, und Davison Soper (* 1943).
Er starb am 6. August 2024 im Alter von 90 Jahren in Redwood City.

## Preise und Auszeichnungen
- 1963 Morris Loeb Lecture
- 1972 Dannie-Heineman-Preis für mathematische Physik der American Physical Society
- 1977 Ernest-Orlando-Lawrence-Preis des amerikanischen Energieministeriums
- 2000 Pomerantschuk-Preis des ITEP
- 2004 Dirac-Medaille des International Centre for Theoretical Physics
- 2015 High Energy and Particle Physics Prize
- 2015 Wolf-Preis für Physik[5]
- 2017 Robert R. Wilson Prize
- Ehrendoktor der Universität Turin und der University of Notre Dame

## Mitgliedschaften
- 1973 National Academy of Sciences
- 1974 American Academy of Arts and Sciences
- 2002 American Association for the Advancement of Science
- Königlich Schwedische Akademie der Wissenschaften
- 2006 Russische Akademie der Wissenschaften
- Polska Akademia Umiejętności
- American Physical Society

## Schriften
- James D. Bjorken, Sidney D. Drell: Relativistic Quantum Mechanics. McGraw-Hill, New York 1964, ISBN 0-07-005493-2.
  - deutsche Übersetzung von Jörg Schwager: Relativistische Quantenmechanik (= BI Hochschultaschenbücher; Band 98/98a). Bibliographisches Institut, Mannheim 1966; 1990, ISBN 3-411-00098-8.
- James D. Bjorken, Sidney D. Drell: Relativistic Quantum Fields. McGraw-Hill, New York 1965, ISBN 0-07-005494-0.
  - deutsche Übersetzung von J. Benecke, D. Maison, E. Riedel: Relativistische Quantenfeldtheorie (= BI-Hochschultaschenbuch; Band 101/101a). Bibliographisches Institut, Mannheim 1967; 1978, ISBN 3-411-00101-1.
- Inequality for Electron and Muon Scattering from Nucleons. In: Physical Review Letters. Band 16, 1966, S. 408, doi:10.1103/PhysRevLett.16.408.
- Current Algebra at Small Distances. In: Jack Steinberger (Hrsg.): Proceedings of the International School of Physics Enrico Fermi Course XLI. Academic Press, New York 1968, S. 55–81.
- Asymptotic Sum Rules at Infinite Momentum. In: Physical Review. Band 179, 1969, S. 1547–1553, doi:10.1103/PhysRev.179.1547.
- mit E. A. Paschos: Inelastic Electron-Proton and {\displaystyle \gamma }-Proton Scattering and the Structure of the Nucleon. In: Physical Review. Band 185, 1969, S. 1975–1982, doi:10.1103/PhysRev.185.1975.